# Burning Bridges (álbum de Bon Jovi)
Burning Bridges es el decimotercer álbum de estudio de Bon Jovi. Producido por John Shanks, con mucha influencia de Arena rock[cita requerida], fue lanzado el 21 de agosto de 2015 en formato digital, CD, y disco de vinilo bajo la discográfica Mercury Records, siendo el último lanzado bajo este sello y significando el final de una relación de 32 años. Además, este es el primer disco en el que no participa el miembro fundador Richie Sambora quien dejó la banda en 2013. Tanto Jon Bon Jovi como la discográfica lo han descrito como un álbum para fans y, si bien en algún momento se especuló con que podría tratarse de un álbum recopilatorio de outtakes y demos, el productor John Shanks confirmó que todas las canciones fueron grabadas especialmente para este disco, y que él mismo se encargó de los trabajos de guitarra.
En un concierto de los Runaway Tours de Jon Bon Jovi, el cantante y líder de la banda especificó que este disco fue realizado para cumplir obligaciones contractuales con Universal Music Group, que no se realizarán fotografías ni se filmarán videoclips. Es por ello que toda la promoción del disco son los comunicados que las distintas filiales de la discográfica realizaron.

«Burning Bridges es nuestro último disco, pero no es el siguiente. Es el fin de un ciclo y no el comienzo de otro. [...] No odio Burning Bridges de ninguna manera, pero algunas de las canciones tienen 10 años, sí, hay canciones que nunca usamos anteriormente. "We Don't Run" es una nueva pero "Saturday Night Gave Me Sunday Morning" tiene, probablemente, 8 o 10 años. [...] Pero está bien, estoy contento de que lo hayamos hecho. Es el fin de una era. Probablemente no puedo decirles mucho más que eso. Lo entregamos en una bolsa de papel marrón, que es la portada, no hay letras, no hay créditos, no hay fotos, no hay vídeos, no hay entrevistas, fin. [...] Burning Bridges saldrá... y luego tengo un gran álbum.»
Jon Bon Jovi un concierto de Jon Bon Jovi & The Kings of Suburbia, el 18 de julio de 2015

En ese mismo concierto, el cantante y líder de la banda había expresado que dicha gira era una excusa para reunirse con sus compañeros David Bryan y Tico Torres, pues los miembros de la banda no se reunían desde que terminaron de grabar un disco de estudio que saldrá a la venta entre los meses de abril y mayo del 2016. Posteriormente, en una entrevista con una radio de CBS, el cantante de la banda especificó que el disco será lanzado para acompañar la mini-gira del 2015 «Bon Jovi Live», que los llevará a Asia.

«[Burning Bridges] es un álbum para fans hecho para acompañar nuestro tour internacional de 12 fechas. Son canciones que no habíamos terminado, que terminamos, y algunas nuevas como la que lanzamos como single [We Don't Run]. Es una especie de pista de hacia dónde nos dirigimos musicalmente pero el nuevo álbum, el nuevo álbum real, va a ser lanzado a comienzos del año próximo.»
Jon Bon Jovi en entrevista con Scott Shannon de WCBS-FM 101.1, el 24 de julio de 2015

## Sencillos
El primer sencillo del disco «Saturday Night Gave Me Sunday Morning» tuvo su premier en la radio austríaca Hitradio Ö3 el 17 de julio de 2015 y salió a la venta el 31 de julio de 2015. Fue escrito originalmente para el disco The Circle, del cual finalmente no formó parte, y finalizada para este proyecto. No se aleja mucho del sonido de los últimos dos álbumes de la banda, aunque fue criticado por algún sector de la prensa por un parecido a la canción Gotta Be Somebody de Nickelback.
El segundo sencillo del disco «We Don't Run», tuvo su premier en la radio brasileña Radio Rock el 20 de julio de 2015 y salió a la venta el 31 de julio de 2015. A diferencia del sencillo anterior, esta canción ha sido escrita exclusivamente para Burning Bridges.
Otros temas lanzados de forma previa al lanzamiento del disco, pero no en calidad de sencillos, fueron «A Teardrop To The Sea» y «Blind Love», el 8 de agosto de 2015, y «I'm Your Man» el 15 de agosto de 2015.

## Lista de canciones
| N.º   | Título                                  | Escritor(es)                      | Duración |  |
| 1.    | «A Teardrop to the Sea»                 | Jon Bon Jovi, Billy Falcon        | 5:11     |  |
| 2.    | «We Don't Run»                          | Bon Jovi, John Shanks             | 3:21     |  |
| 3.    | «Saturday Night Gave Me Sunday Morning» | Bon Jovi, Richie Sambora, Shanks  | 3:24     |  |
| 4.    | «We All Fall Down»                      | Bon Jovi, Shanks                  | 4:06     |  |
| 5.    | «Blind Love»                            | Bon Jovi                          | 4:50     |  |
| 6.    | «Who Would You Die For»                 | Bon Jovi, Falcon                  | 3:56     |  |
| 7.    | «Fingerprints»                          | Bon Jovi, Falcon                  | 6:00     |  |
| 8.    | «Life Is Beautiful»                     | Bon Jovi, Falcon, Chris DeStefano | 3:24     |  |
| 9.    | «I'm Your Man»                          | Bon Jovi, Shanks                  | 3:45     |  |
| 10.   | «Burning Bridges»                       | Bon Jovi                          | 2:46     |  |
| 40:22 |                                         |                                   |          |  |

| Edición japonesa |                       |                  |          |  |
| N.º              | Título                | Escritor(es)     | Duración |  |
| 11.              | «Take Back The Night» | Bon Jovi, Shanks | 3:43     |  |
| 44:04            |                       |                  |          |  |

## Créditos
Bon Jovi
- Jon Bon Jovi – voz, guitarra acústica
- Tico Torres – batería percusión
- David Bryan – teclados, piano, coros

Músicos adicionales
- Hugh McDonald – bajo, coros
- John Shanks – guitarra principal, coros
- Lorenza Ponce – cuerdas y viola/violin/cello (Blind Love)
- Mike Rew – guitarra rítmica, coros

Producción
- John Shanks, Jon Bon Jovi – Producción
- Paul LaFalfa – Grabación y mezcla
- Phil Nicolo – Masterización
- Dan Tatarowicz – Asistencia en masterización
- Avatar Studios, Henson Studios – Estudio

## Ventas
| Semana                                   | Posicionamiento (mundial) | Ventas mundiales |
| ---------------------------------------- | ------------------------- | ---------------- |
| 1ª (del 21 al 27 de agosto)              | 3                         | 137 700          |
| 2ª (del 28 de agosto al 3 de septiembre) | 9                         | 67 700           |
| 3ª (del 4 al 10 de septiembre)           | 18                        | 37 000           |
| 4ª (del 11 al 17 de septiembre)          | 38                        | 20 200           |
| 5ª (del 18 al 24 de septiembre)          | 50                        | 15 000           |
| Total                                    | Total                     | 277 600          |

- Descenso considerable (5 puestos o más).
- Sin variación.
- Ascenso.

## Certificaciones
| País                   | Certificación | Ventas por certificado |
| ---------------------- | ------------- | ---------------------- |
| Austria (IFPI Austria) | Oro           | 7.500                  |